# Lemmus amurensis
Lemmus amurensis là một loài động vật có vú trong họ Cricetidae, bộ Gặm nhấm. Loài này được Vinogradov mô tả năm 1924.